# Style tournaisien
 (mai 2025).
Motif : Le site d'une commune n'est pas une base suffisante pour un article sur l'architecture.
- Archive Wikiwix
- Bing
- Cairn
- DuckDuckGo
- E. Universalis
- Gallica
- Google
- G. Books
- G. News
- G. Scholar
- Persée
- Qwant
- (zh) Baidu
- (ru) Yandex
- (wd) trouver des œuvres sur Wikidata

| 1. | Préciser le motif de la pose du bandeau. | Précisez le motif de la pose du bandeau en utilisant la syntaxe suivante : {{admissibilité à vérifier\|date=mai 2025\|motif=remplacez ce texte par le motif}}                          |
| 2. | Informer les utilisateurs concernés.     | Pensez à avertir le créateur de l'article, par exemple, en insérant le code ci-dessous sur sa page de discussion : {{subst:avertissement admissibilité à vérifier\|Style tournaisien}} |

Ne doit pas être confondu avec Style Louis XIV tournaisien.

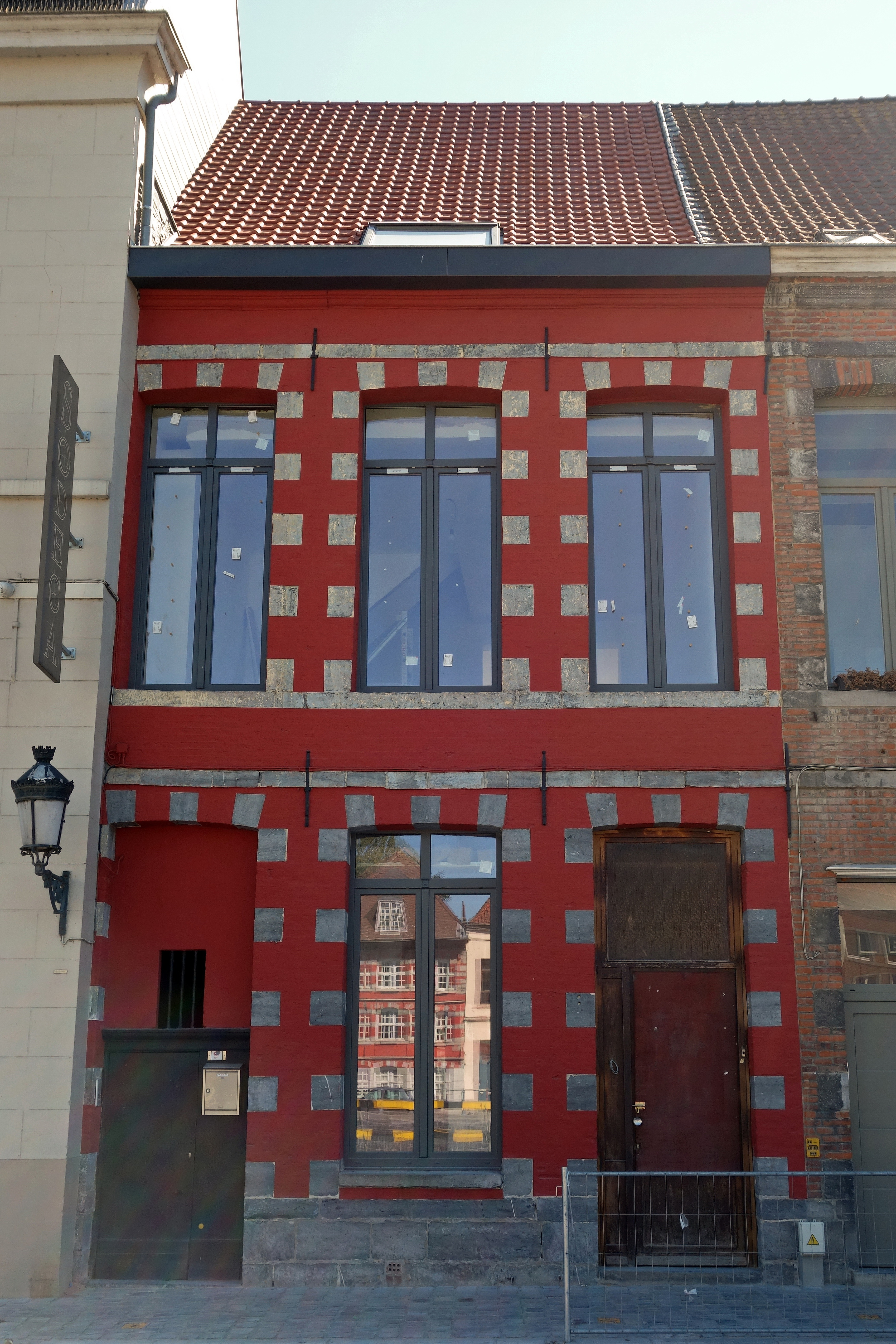
Maison de style tournaisien, quai des Poissonsceaux, 8.

Le style tournaisien est un style architectural présent à Tournai et le Hainaut (province actuelle et région historique) du XVIIe au XIXe siècle.

## Description
Le style utilise les principaux matériaux traditionnels utilisés dans les constructions régionales : grès, pierre calcaire bleue et brique rouge pour les façades, tuile ou ardoise en toiture. La principale caractéristique de ce style réside dans les piédroits flanquant les baies et l'arc de décharge qui comportent un chaînage alternant brique et pierre calcaire, caractéristique assez présente dans les styles architecturaux régionaux (voir style lillois à arcures).